# ارس تمساح
ارس تمساح (نام علمی: Juniperus deppeana) نام یک گونه از سرده ارس است.